# Andreas Romar
Andreas Romar (Mustasaari, 4 juli 1989) is een Fins alpineskiër. Hij nam tweemaal deel aan de Olympische Winterspelen, maar behaalde geen medaille.

## Carrière
Romar maakte zijn wereldbekerdebuut in januari 2007 tijdens de slalom in Kitzbühel. Hij behaalde nog geen enkele podiumplaats in een wereldbekerwedstrijd.
Op de Olympische Winterspelen 2010 liet Romar als beste resultaat een 30e plaats in de reuzenslalom optekenen. Tijdens de Wereldkampioenschappen alpineskiën 2013 behaalde hij een vierde plaats op de supercombinatie en een vijfde plaats op de afdaling.

## Resultaten

### Olympische Spelen
| Jaar | Plaats      | Resultaten                                                                  |
| ---- | ----------- | --------------------------------------------------------------------------- |
| 2010 | Vancouver   | 30e Reuzenslalom 42e Afdaling DNF1 Slalom DNF1 Super G DNF2 Supercombinatie |
| 2018 | Pyeongchang | 24e Combinatie 31e Afdaling 31e Super G                                     |

### Wereldkampioenschappen
| Jaar | Plaats                 | Resultaten                                                   |
| ---- | ---------------------- | ------------------------------------------------------------ |
| 2007 | Åre                    | 42e Afdaling 48e Super-G DNF Supercombinatie                 |
| 2009 | Val d'Isère            | DSQ1 Super G                                                 |
| 2011 | Garmisch-Partenkirchen | 9e Supercombinatie 27e Reuzenslalom 27e Afdaling 27e Super G |
| 2013 | Schladming             | 4e Supercombinatie 5e Afdaling 17e Super G                   |
| 2015 | Vail/Beaver Creek      | 7e Combinatie 31e Afdaling DNF1 Super G                      |
| 2019 | Åre                    | 20e Combinatie 39e Afdaling DNF Super G                      |

### Wereldbeker
Eindklasseringen
| Seizoen   | Algm | AD  | SG  | SC  |
| --------- | ---- | --- | --- | --- |
| 2010/2011 | 96e  | 46e | 41e | 27e |
| 2011/2012 | 38e  | 36e | 15e | 15e |
| 2012/2013 | 41e  | 32e | 19e | 7e  |
| 2015/2016 | 122e | 46e | 56e | 44e |
| 2016/2017 | 124e | -   | -   | 28e |
| 2017/2018 | 129e | 50e | -   | 35e |
| 2018/2019 | 147e | 55e | -   | 45e |